# Операция Немислимо
Операция „Немислимо“ (на английски: Operation Unthinkable) е британски план за нападение срещу Съветския съюз. Изготвянето на плана е заповядано от британския министър-председател Уинстън Чърчил и развито от Съвместния планиращ щаб на Британските въоръжени сили в края на Втората световна война.

## Офанзивни операции
Първоначалната основна цел на операцията е декларирана както следва: „да се наложи на Русия волята на Съединените щати и Британската империя. Въпреки че „волята“ на тези две страни може да се определи като не повече от честно споразумение за Полша, което не ограничава непременно военното задължение“ (думата „Русия“ се използва често из целия документ, въпреки че по онова време Русия е била заменена като политическо тяло от Съветския съюз).
Началниците на щаба са обезпокоени, че поради огромния размер на Съветските въоръжени сили, разположени в Европа и схващането, че на Йосиф Сталин не може да се разчита, съществува заплаха за Западна Европа. Съветският съюз все още не е отправил нападението си срещу Япония и едно предположение в доклада е, че Съветският съюз ще се съюзи с Япония, ако започнат враждебни действия срещу Западните съюзници.
Планът е възприет от Британския генерален щаб като военно неприложим поради повече от две към едно превъзходство на Съветските сухопътни сили в Европа и Близкия изток, където се проектира да се състои конфликтът. Мнозиноството на каквато и да е офанзивна операция щяло да се състои от американски и британския сили, както и полски сили и до 100 000 предали се германски войници. Бърз успех би се дължал единствено на изненадата. Ако преди идването на зимата не можело да се постигне бърз успех, оценката била, че Съюзниците биха били въвлечени в тотална война, която би била продължителна. В доклада от 22 май 1945 г. офанзивна операция е преценена като „рискована“.

## Отбранителни операции
В отговор на инструкция от Чърчил от 10 юни 1945 г. е съставен последващ доклад относно „какви мерки биха били необходими, за да се осигури сигурността на Британските острови в случай на война с Русия в близкото бъдеще". Силите на Съединените щати се преместват в Тихоокеанския театър за подготовка за нашествие в Япония и Чърчил е обезпокоен, че изтеглянето ще остави Съветите в силна позиция да предприемат офанзивни действия в Западна Европа.
Съвместният планиращ щаб отхвърля идеята на Чърчил за запазване на предмостия на континента като нямаща операционно предимство. Предвидено е Великобритания да използва Военновъздушните си сили и флот за съпротива, макар че се очаква заплаха от масирано ракетно нападение, което не може да се възпира, освен чрез стратегическо бомбардиране.

## Последвали дискусии
До 1946 г. се развиват напрежения и конфликти между западните и комунистическите области на Европа. На тях се гледа като на потенциални поводи за по-широк конфликт. Една такава област е Юлианската марка и на 30 август 1946 г. се състоят неформални дискусии между Британския и Американския генерален щаб относно как може да се развие конфликт и най-добрата стратегия за провеждане на Европейска война. Отново се дискутира въпросът за запазване на предмостие на континента, като Дуайт Айзенхауер предпочита изтегляне в Бенелюкс, вместо в Италия поради близостта до Обединеното кралство.